# Freden i Guadalupe Hidalgo

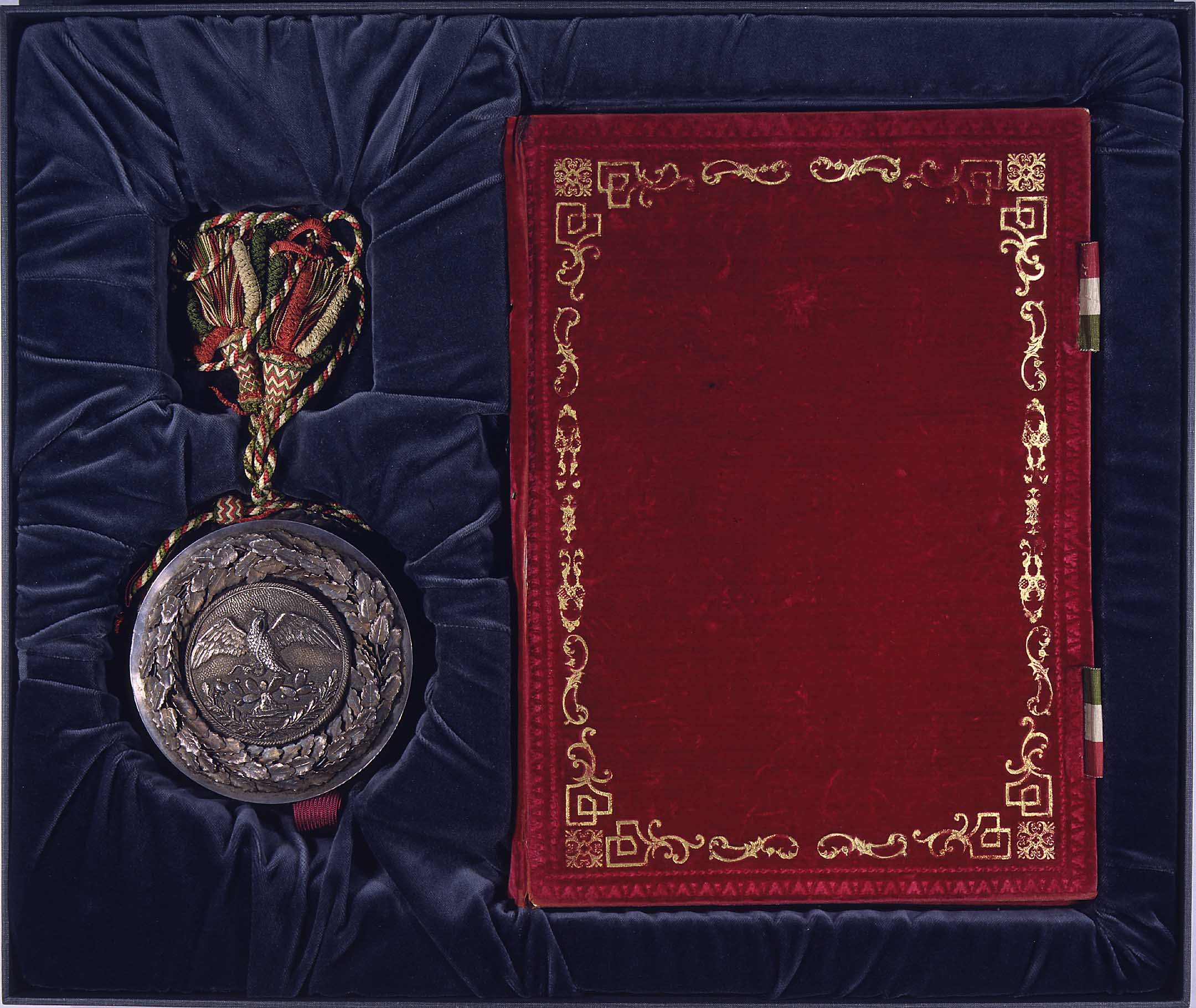
Omslaget till utbyteskopian.

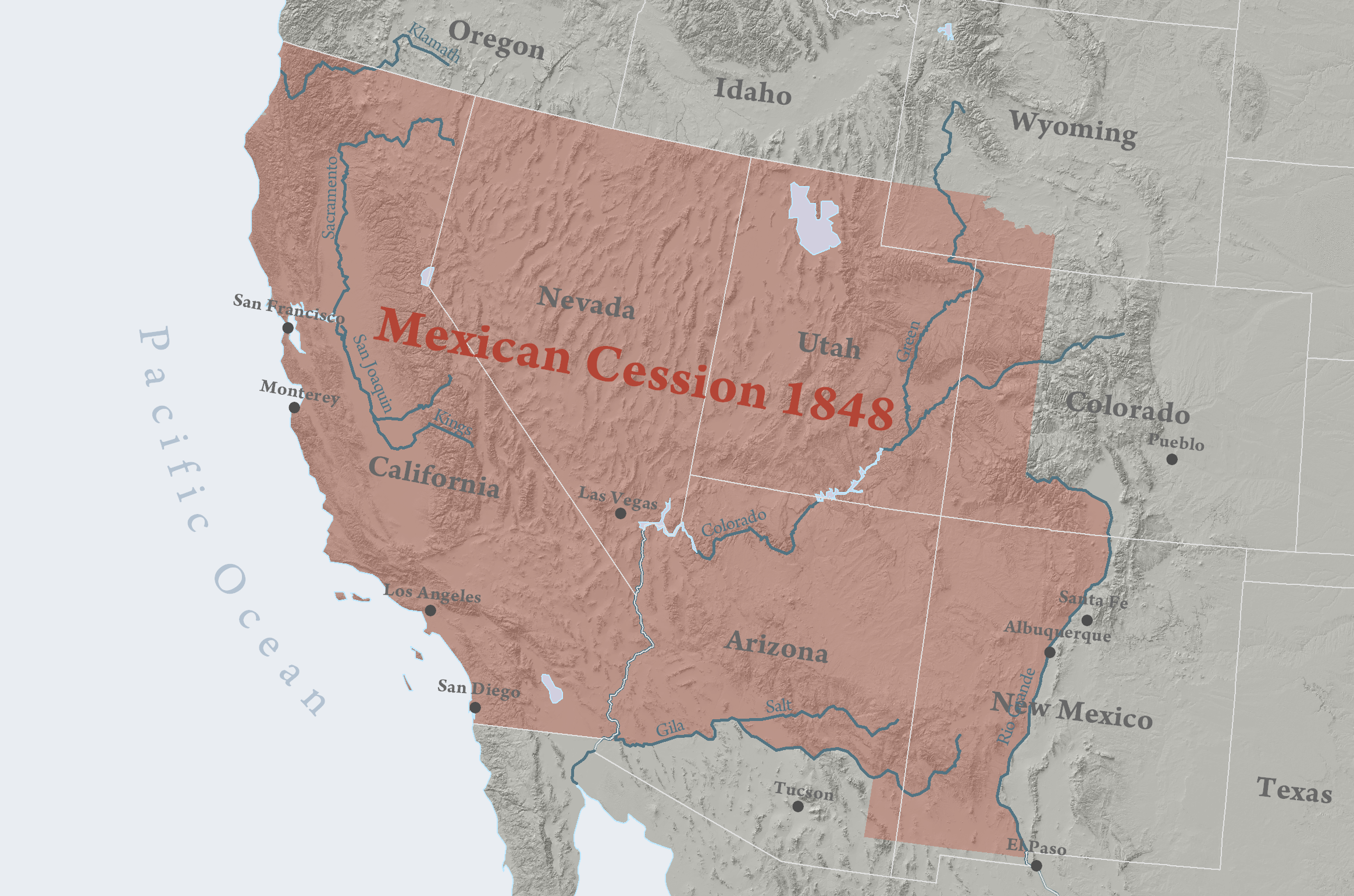
USA:s landvinningar 1848 i Guadalupe Hidalgo-fördraget i rött.

Freden i Guadalupe Hidalgo var freden som avslutade Mexikansk-amerikanska kriget mellan USA och Mexiko. Den undertecknades 2 februari 1848 i Guadalupe Hidalgo, en förort till Mexico City.
I freden förlorade Mexiko landområden som omfattar hela Kalifornien, Nevada och Utah samt områden som numera ingår i Arizona, Colorado, Wyoming och New Mexico. USA betalade 15 miljoner amerikanska dollar i ersättning för detta område.